# Basenji
Il basenji è una razza di cane originaria dell'Africa. L'origine del suo nome deriva dai popoli Zande e Mangbetu della regione nord-orientale del Congo, che descrivono un Basenji, nella lingua locale Lingála, come "mbwá na basɛ́nzi", che significa "cane dei selvaggi" o "cane degli abitanti del villaggio". In Congo, il Basenji è conosciuto anche come il "cane della boscaglia".
I cani sono anche conosciuti dagli Zande del Sud Sudan come "ango angari".
La parola "basɛ́nzi" stessa è la forma plurale di "mosɛ́nzi".
In Swahili, un'altra lingua bantu dell'Africa orientale, "mbwa shenzi" si traduce con "cane selvaggio". Un altro nome locale è "m'bwa m'kube", 'mbwa wa mwitu" che significa "cane selvatico" o "cane che salta su e giù", un riferimento alla loro tendenza a saltare verso l'alto per individuare la loro preda.

## Origini
Sui graffiti egizi le prime immagini di questo animale. Lo si credeva completamente estinto, ma gli inglesi colonizzando l'Africa lo riscoprirono nelle regioni tra il Congo e il Sudan del Sud a metà del 1800. Le tribù pigmee ne sfruttavano l'eccellente vista, la velocità e la silenziosità per la caccia. Era utilizzato anche come guida nella foresta e come segnalatore di animali feroci. I basenji venivano utilizzati nella caccia per spingere le prede dentro le reti del cacciatore. Le tribù azande e mangbetu, nel Congo del nord-est, chiamano i basenji, nella locale lingua lingala, mbwá na basɛ́nzi, che tradotto significa "cani dei selvaggi" o "cani degli abitanti dei villaggi". In Congo i basenji sono anche noti come "cani dei cespugli". Essi sono anche noti presso gli azande del Sudan come "ango angari".
Portati in Inghilterra e affinati a partire dagli anni trenta, questi cani sono poco conosciuti in Italia.

## Morfologia

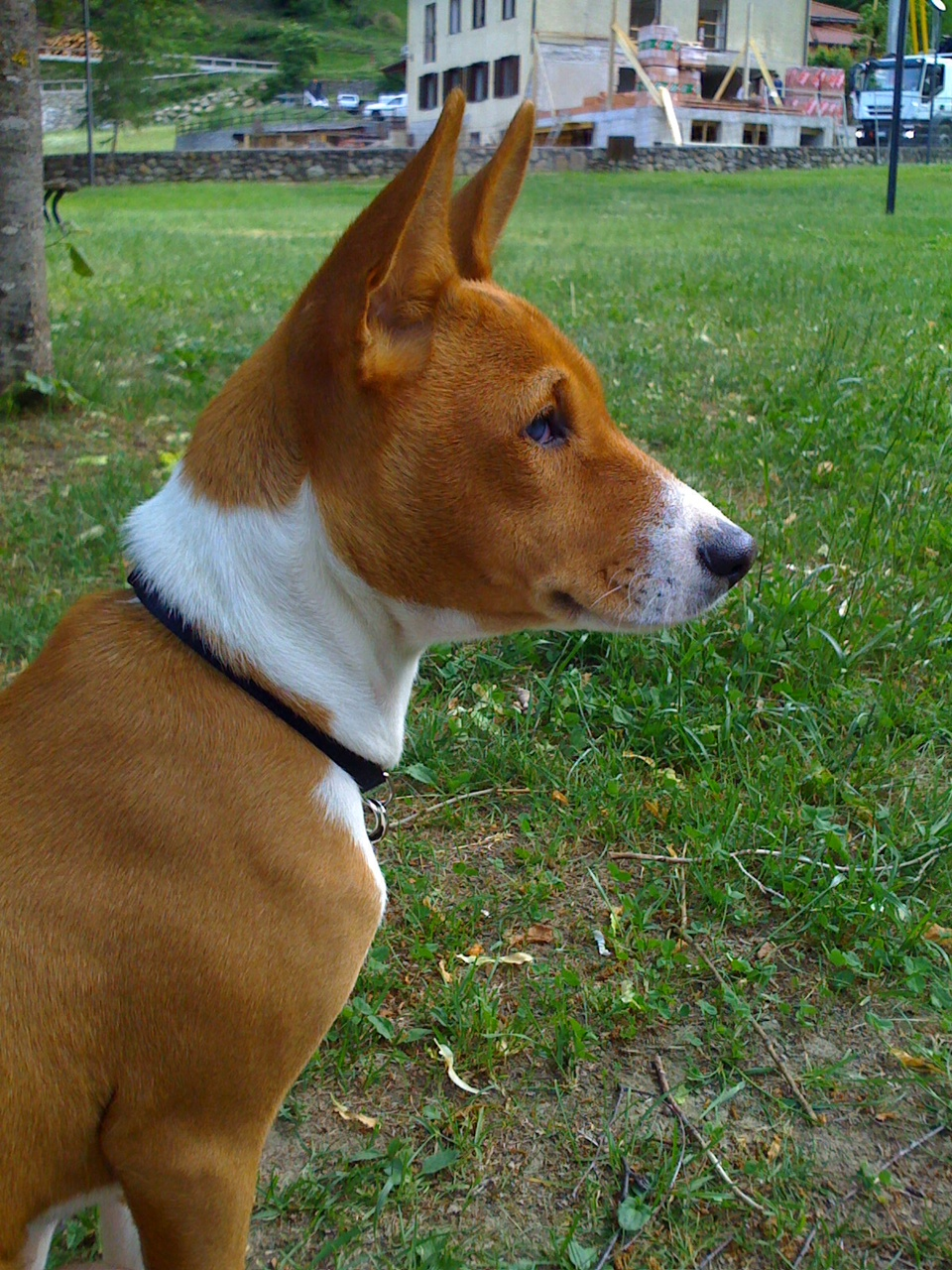
Esemplare di basenji: morfologia della testa.

- Testa. Cranio piatto, ben cesellato e di larghezza media, si assottiglia verso il tartufo con uno stop leggero. Le rughe sopra gli occhi e tra le orecchie sono più evidenti nei cuccioli, ma devono essere presenti anche negli adulti.
- Orecchie. Sono appuntite, leggermente a cappuccio, di fine tessitura e portate erette, in posizione frontale.
- Occhi. Scuri a mandorla, disposti obliquamente. Sono "truccati a rimmel", ossia presentano un contorno scuro.
- Collo. Robusto e allungato, ben inserito nelle spalle che conferisce alla testa un portamento fiero.
- Corpo. Ben proporzionato, con dorso corto e dritto. La zona lombare è corta.
- Arti. Lunghi e muscolosi su una ossatura fine.
- Zampe. Piccole, strette e compatte, hanno cuscinetti spessi e dita ben arcuate. I cuscinetti delle due dita centrali di ogni zampa sono solitamente uniti in basso.
- Coda. Attaccatura alta, si arrotola a spirale sopra la colonna vertebrale appoggiandosi sul dorso, formando uno o due anelli.
- Pelo. Corto setoso di colori: nero, fulvo, nero focato e tigrato. Obbligatorio il bianco su piedi, punta della coda e petto; facoltativo su muso e fronte, collo e zampe.
- Altezza e peso. Da 41 a 43 cm e da 10 a 12 kg per il maschio. Da 38 a 41 cm e da 9 a 11 kg per la femmina.

## Caratteristiche
È un cane da caccia o da compagnia, solitamente dolce con i bambini e molto indipendente anche se soffre di solitudine se lasciato solo a lungo.
Fortemente primitivo, incarna tutte le caratteristiche tipiche del gruppo: oltre alla già citata indipendenza, possiede una grande capacità di autogestione e maturità psicosomatica, tanto da essere uno dei cani meno neotenici in assoluto, per alcuni esperti quello che più di tutti matura intellettualmente fino a giungere al quinto stadio di sviluppo, quello del lupo adulto. Estremamente curioso, tende a cacciare e risolvere problemi autonomamente, senza l'ausilio umano. 
Non è un cane particolarmente ubbidiente, né facile da addestrare anche in quanto è difficile avere la sua attenzione senza annoiarlo velocemente. Con il metodo del rinforzo positivo si possono avere buoni risultati. È tendenzialmente un cane dominante e poco incline alla sottomissione, soprattutto se maschio.
La sua caratteristica più nota è che non abbaia, ma non è muto. Emette guaiti, ululati e un verso che secondo alcuni ricorda lo yodel dei tirolesi. Quando è particolarmente eccitato, può emettere abbai singoli e isolati. Secondo alcuni studi, questa particolarità vocale dipende dalla conformazione della laringe, diversa da quella di altri cani. Altra caratteristica degna di essere citata è la quasi mancanza di odore e la grande cura di se stessi che questi cani hanno, dedicando spesso del tempo durante la giornata alla pulizia del proprio pelo.

## Classificazione
È un cane primitivo. Il basenji rientra nel 5º gruppo, cioè quello dei cani di tipo spitz e di tipo primitivo. Particolarità che lo accomuna alle poche razze davvero primitive, è quella che sovente le femmine entrano in calore una sola volta all'anno, come le femmine di lupo. Comprendere questa sua marcata impronta primitiva è molto importante per poter ottenere con molta pazienza dei buoni risultati con questo tipo di animale.

## Alimentazione
Onnivoro e poco esigente, mangia meno di un normale cane della sua taglia. Le sue possenti mandibole gli permettono di mangiare anche ossa normalmente proibite ai cani.